# 小野兰山
小野兰山（1729年—1810年），日本江户时代的植物学家及医生，为本草学专家。1803年，发表《本草纲目启蒙》，他收集并整理草本在医学上的应用，共48卷，此书使其获得了“日本的林奈”称号。